# Keysher Fuller
Keysher Fuller Spence (Limón, Costa Rica, 12 de julio de 1994) es un futbolista costarricense que juega como lateral derecho en el Municipal Liberia de la Primera División de Costa Rica.
Forjado en la cantera del Deportivo Saprissa, Fuller debutó en el equipo filial de Segunda División en enero de 2012, mostrando sus cualidades tanto en defensa como en ataque. En 2016 se marcha al Uruguay de Coronado para recalar una temporada después en Grecia, y convertirse en uno de los referentes indiscutibles del cuadro griego en el periodo 2017-18. En 2018 pasa del cuadro griego al Club Sport Herediano, dónde consiguió consagrarse campeón 3 veces de la Primera División de Costa Rica, 2 veces de la Supercopa de Costa Rica y obteniendo un título internacional en la Liga Concacaf, terminó contrato con la entidad florense en 2024, para luego fichar por el Club Sport Cartaginés.

## Trayectoria
Es originario de Limón, solía jugar en las canchas de Pacuare Nuevo y profesionalmente se formó en las categorías inferiores del Deportivo Saprissa. Se caracteriza por su velocidad y buen remate de pierna derecha, así como de sus incorporaciones al ataque y apoyo defensivo. Debutó para el equipo de Saprissa de Corazón en Segunda División el 7 de enero de 2012, en el empate 1-1 de visita contra Guajira por la primera fecha del Torneo de Clausura.
Se mantuvo vinculado en el club por cuatro temporadas ininterrumpidas, inclusive cuando este cambió de nombre a Generación Saprissa en agosto de 2013. Fuller salió de la institución a mediados de 2016, debido al cierre de la franquicia en la segunda categoría, sumado a las pocas oportunidades de ser promovido al plantel principal —teniendo solamente entrenamientos esporádicos bajo las órdenes de los entrenadores Alexandre Guimarães y Daniel Casas—.
En julio de 2016, ficha por el Uruguay de Coronado, equipo recién incorporado a la Segunda División tras su descenso en la temporada anterior. Fue constantemente alineado por el entrenador Manuel Gerardo Ureña en el Torneo de Apertura, convirtió un gol y se hizo con el subcampeonato de la competición tras perder la final contra Jicaral Sercoba.
El 5 de junio de 2017, Fuller fue presentado en el Municipal Grecia —club ascendido a la máxima división costarricense— como nuevo refuerzo junto a otros seis futbolistas. De la mano de Walter Centeno, el lateral haría su debut en Primera División el 30 de julio, en la derrota 0-3 ante Alajuelense, por la fecha inaugural del Torneo de Apertura. A lo largo del certamen, Keysher se consolidó en su demarcación y alcanzó una regularidad de veinte apariciones, en su mayor parte como titular indiscutible.
Su buen momento para el Torneo de Clausura 2018 le permitió convertirse en uno de los referentes, por su posición, en el ataque del conjunto griego, al contabilizar cuatro anotaciones —incluyendo un doblete sobre Guadalupe—. El 12 de marzo anticipa su llegada al Herediano para la siguiente temporada, ignorando la oferta de renovación con la dirigencia de Grecia.
Keysher Fuller consiguió dos títulos con Herediano en el 2018, en el mes de noviembre obtiene el título de la Liga Concacaf tras vencer en la final al Motagua de Honduras en Tegucigalpa, tras ganar en el global 3 a 2, en el juego de ida derrotaron a los catrachos 2 a 0 en el Estadio Rosabal Cordero, y en la vuelta perdieron el juego 2 a 1 en el Estadio Tiburcio Carias.
Luego el 23 de diciembre del 2018, consigue Herediano su cetro número 27 tras vencer en la Final del Apertura 2018, al Deportivo Saprissa 5 a 4 en el global, empatando en la ida 2 a 2 en el Rosabal Cordero, y ganar en la vuelta 3 a 2 en el Estadio Ricardo Saprissa.
El 21 de diciembre de 2019, su club ganó el Torneo de Apertura en penales sobre Alajuelense. El 8 de agosto de 2020 ganó la Supercopa de Costa Rica.

## Selección nacional
El 18 de enero de 2019, es convocado por primera vez al combinado absoluto dirigido por el entrenador Gustavo Matosas. El 2 de febrero se llevó a cabo el partido en fecha no FIFA contra Estados Unidos en el Avaya Stadium de California, en el que Fuller fue titular en la totalidad de los minutos y su combinado perdió con marcador de 2-0.
Marcó su primer gol con la selección nacional en el partido contra su similar de Jamaica, dio la victoria al combinado de Costa Rica 1 a 0.
El 5 de junio de 2019, se confirmó que Fuller entró en la nómina oficial para disputar la Copa de Oro de la Concacaf. Fue suplente en las victorias contra Nicaragua (4-0) y Bermudas (2-1); pudo hacer su debut en la derrota 2-1 frente a Haití. Su país se quedó en el camino al perder en penales por México en cuartos de final, serie en la que Keysher erró su lanzamiento.
El 4 de octubre de 2019, fue convocado por Ronald González para el inicio en la Liga de Naciones de la Concacaf. Aunque quedó como suplente en las dos primeras fechas del grupo, pudo hacer su debut hasta el 14 de noviembre cuando su combinado venció 1-2 de visita a Curazao. El 3 de junio de 2021 jugó la totalidad de los minutos en su etapa final, donde su selección empató el duelo de semifinal contra México (0-0) en el Empower Field en Denver, por lo que la serie se llevó a los penales donde su conjunto no pudo avanzar. Tres días después tampoco superó el compromiso por el tercer lugar frente a Honduras (2-2), cayendo por la misma vía de los penales.
El 25 de junio de 2021, el director técnico Luis Fernando Suárez definió la lista preliminar con miras hacia la Copa de Oro de la Concacaf, en la que se destaca la convocatoria de Keysher. Fue ratificado en la lista definitiva del 1 de julio. Jugó los tres partidos del grupo como titular indiscutible que finalizaron en victorias sobre Guadalupe (3-1), Surinam (2-1) y Jamaica (1-0). El 25 de julio se presentó la eliminación de su país en cuartos de final por 0-2 frente a Canadá.
El 26 de agosto de 2021, Fuller fue llamado por Suárez para iniciar la eliminatoria de Concacaf hacia la Copa del Mundo. Fue hasta en la segunda fecha cuando realizó su debut jugando los últimos nueve minutos de la derrota 0-1 ante México. Consiguió un gol el 13 de octubre sobre Estados Unidos en el Lower.com Field, que suponía la ventaja transitoria de 0-1, pero su país al final cayó por 2-1.
El 13 de mayo de 2022, fue convocado a la lista de Suárez para la preparación de cara a la Liga de Naciones de la Concacaf.
El 14 de junio de 2022, alineó como titular y salió de cambio al comienzo del segundo tiempo en el partido donde su combinado selló la clasificación a la Copa Mundial tras vencer 1-0 a Nueva Zelanda, por la repesca intercontinental celebrada en el país anfitrión Catar.
El 16 de septiembre de 2022 fue convocado por el técnico Luis Fernando Suárez para los partidos amistosos previo a la Copa Mundial 2022 en suelo asiático contra Corea del Sur y Uzbekistán. El 23 de septiembre de 2022 se dio el enfrentamiento ante Corea del Sur con una participación de 12 minutos en el empate 2-2. Cuatro días después se enfrentó ante Uzbekistán, alineado como titular disputó los 90 minutos en la dramática victoria 1-2.
El 3 de noviembre de 2022, el técnico Luis Fernando Suárez, realizó la conferencia de prensa de los 26 jugadores que viajarían a Catar para el evento de la Copa Mundial de Fútbol de 2022, Fuller fue parte de los nombres de la nómina. El 9 de noviembre de 2022, tuvo un partido amistoso contra Nigeria, en el que disputó un total de 31 minutos en la victoria 2-0.
El 23 de noviembre de 2022 debutó en la Copa Mundial de 2022 contra la selección de España, en el que disputó los 90 minutos en la derrota 7-0. El 27 de noviembre de 2022 se enfrentó ante Japón, alineado como titular, anotó el gol al minuto 81, asistido por Yeltsin Tejeda, finalizando con la victoria 0-1, disputando su segundo partido completando los 90 minutos, Fuller se convirtió en el MVP del partido. El 1 de diciembre de 2022 se enfrentó ante Alemania, disputó 74 minutos en la derrota 2-4, sellando su participación en la cita mundialista en la cuarta posición con tres puntos.

### Participaciones internacionales
| Competición                             | Sede                                  | Resultado        | Partidos | Goles |
| --------------------------------------- | ------------------------------------- | ---------------- | -------- | ----- |
| Copa de Oro de la Concacaf 2019         | Estados Unidos · Costa Rica · Jamaica | Cuartos de final | 2        | 0     |
| Liga de Naciones 2019-20                | América del Norte, Central y Caribe   | Cuarto lugar     | 4        | 0     |
| Copa de Oro de la Concacaf 2021         | Estados Unidos                        | Fase de grupos   | 4        | 0     |
| Liga de Naciones de la Concacaf 2022-23 | Concacaf                              | Fase de grupos   | 3        | 0     |

#### Participaciones en eliminatorias
| Eliminatoria               | Sede  | Resultado   | Posición | Partidos | Goles |
| -------------------------- | ----- | ----------- | -------- | -------- | ----- |
| Clasificación Mundial 2022 | Catar | Clasificado | 4.ª      | 10       | 1     |

#### Participaciones en Copas del Mundo
| Mundial              | Sede  | Resultado      | Partidos | Goles |
| -------------------- | ----- | -------------- | -------- | ----- |
| Copa Mundial de 2022 | Catar | Fase de grupos | 3        | 1     |

## Estadísticas

### Clubes
| Club                      | País       | Año               |
| ------------------------- | ---------- | ----------------- |
| Saprissa de Corazón       | Costa Rica | 2012 - 2013       |
| Generación Saprissa       | Costa Rica | 2013 - 2016       |
| C. S. Uruguay de Coronado | Costa Rica | 2016 - 2017       |
| Municipal Grecia          | Costa Rica | 2017 - 2018       |
| Club Sport Herediano      | Costa Rica | 2018 - 2024       |
| Club Sport Cartaginés     | Costa Rica | 2024              |
| Municipal Liberia         | Costa Rica | 2025 - Actualidad |

### Selección de Costa Rica
Actualizado al último partido jugado el 1 de diciembre de 2022.
| Selección                  | Año | Eliminatorias | Eliminatorias | Eliminatorias | Continental | Continental | Continental | Mundial | Mundial | Mundial | Amistosos | Amistosos | Amistosos | Total | Total | Total  |
| Selección                  | Año | Part.         | Goles         | Asist.        | Part.       | Goles       | Asist.      | Part.   | Goles   | Asist.  | Part.     | Goles     | Asist.    | Part. | Goles | Asist. |
| -------------------------- | --- | ------------- | ------------- | ------------- | ----------- | ----------- | ----------- | ------- | ------- | ------- | --------- | --------- | --------- | ----- | ----- | ------ |
| Absoluta · Costa Rica      |     |               |               |               |             |             |             |         |         |         |           |           |           |       |       |        |
| 2019                       | -   | -             | -             | 4             | 0           | 1           | -           | -       | -       | 3       | 1         | 0         | 7         | 1     | 1     |        |
| 2020                       | -   | -             | -             | -             | -           | -           | -           | -       | -       | 1       | 0         | 0         | 1         | 0     | 0     |        |
| 2021                       | 5   | 1             | 0             | 6             | 0           | 0           | -           | -       | -       | 3       | 0         | 0         | 14        | 1     | 0     |        |
| 2022                       | 5   | 0             | 1             | 1             | 0           | 0           | 3           | 1       | 0       | 3       | 0         | 0         | 12        | 1     | 1     |        |
| Total                      | 10  | 1             | 1             | 11            | 0           | 1           | 3           | 1       | 0       | 10      | 1         | 0         | 34        | 3     | 2     |        |
| 1. 2. Fuente:Transfermarkt |     |               |               |               |             |             |             |         |         |         |           |           |           |       |       |        |

#### Goles internacionales
| Núm. | Fecha                   | Lugar                                  | Rival          | Gol | Resultado | Competición                  |
| ---- | ----------------------- | -------------------------------------- | -------------- | --- | --------- | ---------------------------- |
| 1    | 26 de marzo de 2019     | Estadio Nacional, San José, Costa Rica | Jamaica        | 1-0 | 1-0       | Partido amistoso             |
| 2    | 13 de octubre de 2021   | Lower.com Field, Ohio, Estados Unidos  | Estados Unidos | 0-1 | 2-1       | Eliminatoria al Mundial 2022 |
| 3    | 27 de noviembre de 2022 | Estadio Áhmad bin Ali, Rayán, Catar    | Japón          | 0-1 | 0-1       | Copa Mundial de 2022         |

## Palmarés

### Títulos nacionales
| Título                         | Club            | País       | Año  |
| ------------------------------ | --------------- | ---------- | ---- |
| Primera División de Costa Rica | C. S. Herediano | Costa Rica | 2018 |
| Primera División de Costa Rica | C. S. Herediano | Costa Rica | 2019 |
| Supercopa de Costa Rica        | C. S. Herediano | Costa Rica | 2020 |
| Primera División de Costa Rica | C. S. Herediano | Costa Rica | 2021 |
| Supercopa de Costa Rica        | C. S. Herediano | Costa Rica | 2022 |

### Títulos internacionales
| Título        | Equipo          | Lugar    | Año  |
| ------------- | --------------- | -------- | ---- |
| Liga Concacaf | C. S. Herediano | Honduras | 2018 |

### Distinciones individuales
| Distinción                                                                            | Año  |
| ------------------------------------------------------------------------------------- | ---- |
| Incluido en el Once ideal de la jornada de la Eliminatoria al Mundial 2022 Jornada 13 | 2022 |
| MVP del partido contra Japón en la Copa Mundial de 2022                               | 2022 |